# Vohenstrauß
Vohenstrauß er en by i Landkreis Neustadt an der Waldnaab i Regierungsbezirk Oberpfalz i den tyske delstat Bayern. Vohenstrauß er det erhvervsmæssige og udannelsesmæssige centrum for den sydøstlige del af landkreisen.

## Geografi
Byen ligger i Vorderen Oberpfälzer Wald omkring 17 kilometer sydøst for Weiden in der Oberpfalz.
Vohenstrauß er den største by i landkreisen, og ligger ca. 20 km fra grænsen til Tjekkiet, ved Bundesautobahn A 6.

### Nabokommuner
Byen grænser mod nordtil købstaden Waldthurn, mod øst til byen Pleystein og købstaden Moosbach, mod syd til købstæderne Tännesberg og Leuchtenberg og mod vest til kommunen Irchenrieth (alle i Landkreis Neustadt an der Waldnaab) samt til den kreisfri by Weiden in der Oberpfalz.

### Inddeling
Efter områdereformen i 1972 omfatter Vohenstrauß ud over hovedbyen seks tidligere selvstændige kommuner:
- Altenstadt bei Vohenstrauß
- Böhmischbruck
- Oberlind
- Kaimling
- Roggenstein
- Waldau

I alt er der i kommunens område 48 navngivne landsbyer og bebyggelser:
| 01. Vohenstrauß 02. Altenstadt bei Vohenstrauß 03. Altentreswitz 04. Arnmühle 05. Binnermühle 06. Böhmischbruck 07. Braunetsrieth 08. Erpetshof 09. Fiedlbühl 10. Fürstenmühle | 11. Galgenberg 12. Goldbachschleife 13. Grünhammer 14. Hammer 15. Hartwichshof 16. Herrnmühle 17. Iltismühle 18. Kaimling 19. Kaltenbaum 20. Kapplhaus | 21. Kößing 22. Kößlmühle 23. Lämersdorf 24. Linglmühle 25. Luhmühle 26. Neumühle 27. Neuwirtshaus 28. Oberlind 29. Obernankau 30. Oberschleif | 31. Obertresenfeld 32. Papiermühle 33. Roggenstein 34. Straßenhäuser 35. Taucherhof 36. Trasgschieß 37. Übersteherhäusl 38. Unterlind 39. Unterschleif 40. Untertresenfeld | 41. Waldau 42. Wastlmühle 43. Weißenstein 44. Wiegenhof 45. Wilhelmshöhe 46. Zeßmannsrieth 47. Zieglhütte 48. Zieglmühle |